# Vivadixiesubmarinetransmissionplot
| Recensione | Giudizio       |
| ---------- | -------------- |
| Ondarock   | Pietra miliare |

Vivadixiesubmarinetransmissionplot è l'album di debutto degli Sparklehorse, pubblicato nel 1995.

## Il disco
La storia del disco inizia nel 1988, quando Mark Linkous, chitarrista e voce dei Dancing Hoods si trasferisce a Richmond, in seguito alla sua decisione di abbandonare la carriera musicale, per tentare di disintossicarsi dalle droghe.

Giunto in città, inizia dapprima a suonare con suo fratello Matt, e in seguito anche insieme ad altri musicisti locali, che riaccendono in lui la passione per la musica e la voglia di reinventare il suo stile cantautorale. Ritrova l'ispirazione grazie agli album di Tom Waits: Swordfishtrombones, Rain Dogs e Bone Machine, che per sua stessa ammissione costituiscono la "road map" per Vivadixiesubmarinetransmissionplot.

Fondamentale fu l'incontro con David Lowery, frontman dei Camper Van Beethoven, anche lui trasferitosi da poco in città e in procinto di aprire uno studio di registrazione. Quando Lowery parte in tour con la sua nuova band, i Cracker, lascia a casa di Linkous un registratore multitraccia, col quale comincia a incidere da solo le prime registrazioni a nome Sparklehorse. Linkous incorpora in queste registrazioni casalinghe delle sue vecchie creazioni insieme ad altre nuove, con arrangiamenti fortemente improvvisati e suoni tipicamente domestici. Ne deriva un sound umile e spartano (lo-fi), ma tutt'altro che amatoriale.

## Il titolo
L'inusuale titolo del disco deriva da un sogno di Mark Linkous.

Sulla copertina il titolo è scritto con un carattere piccolo e in nero, per questo non si nota immediatamente. Inoltre il titolo dell'album è scritto sulla copertina sopra la parola "Sparklehorse". Sotto la scritta Sparklehorse si può notare la scritta "Sion Plot", che costituisce la parte finale del titolo del disco e che si traduce come "Complotto Sionista".

## Tracce
1. Homecoming Queen - 3.35
2. Weird Sisters - 4.59
3. 850 Double Pumper Holley - 0.36
4. Rainmaker - 3.46
5. Spirit Ditch - 3.23
6. Tears on Fresh Fruit - 2.07
7. Saturday - 2.27
8. Cow - 7.12
9. Little Bastard Choo Choo - 0.39
10. Hammering the Cramps - 2.49
11. Most Beautiful Widow In Town - 3.18
12. Heart of Darkness - 1.51
13. Ballad of a Cold Lost Marble - 0.46
14. Someday I Will Treat You Good - 3.41
15. Sad and Beautiful World - 3.32
16. Gasoline Horseys - 2.39

## Formazione
- Mark Linkous - voce, chitarra, banjo, armonica, tastiere, synth, batteria
- Armstead Welleford - basso
- Bob Rupe - basso, voce
- David Charles - basso, batteria, chitarra, tastiere
- David Bush - batteria
- Johnny Hott - batteria, percussioni
- Mike Lucas - pedal steel guitar
- Dennis Herring - vibrafono